# Премия имени В. А. Каргина
Премия имени В. А. Каргина — премия, присуждаемая с 1981 года Российской академией наук за выдающиеся работы в области высокомолекулярных соединений.

## Список награждённых
Источник:
- 1981 — Николай Альфредович Платэ — за цикл работ на тему «Исследование в области химических превращений макромолекул»
- 1984 — Николай Сергеевич Ениколопов — за цикл работ на тему «Кинетика и механизм образования, деструкции и стабилизации кислородосодержащих гетероцепных полимеров»
- 1987 — Николай Филиппович Бакеев, Александр Львович Волынский и Евгений Анатольевич Синевич — за работу «Механизм деформации, структура и свойства полимеров, подверженных холодной вытяжке в жидких средах»
- 1990 — Валерий Николаевич Кулезнёв — за цикл работ «Исследование взаимной растворимости полимеров, фазовой структуры и закономерностей свойств их смесей»
- 1993 — Сергей Степанович Иванчев — за цикл работ «Полифункциональные компоненты в синтезе полимеров и полимерных композиций»
- 1996 — Сергей Алексеевич Аржакови Эдуард Фёдорович Олейник — за цикл работ: «Структурно-механические свойства стеклообразных полимеров»
- 1999 — Александр Александрович Берлин и Карл Самойлович Минскер — за цикл работ «Макрокинетика быстрых химических реакций в турбулентных потоках и её применение в промышленном синтезе полимеров»
- 2002 — Алексей Юрьевич Бобровский, Наталья Ивановна Бойко и Валерий Петрович Шибаев — за цикл работ «Светоуправляемые жидкокристаллические полимеры»
- 2005 — Анатолий Евгеньевич Чалых, Леонид Исакович Маневич, Борис Александрович Розенберг — за серию работ «Гетерофазные сетчатые полимерные матрицы: развитие теоретических представлений и экспериментальных методов исследования»
- 2008 — Татьяна Максимовна Бирштейн — за цикл работ «Теория наномасштабной самоорганизации в приповерхностных полимерных слоях»
- 2011 — Владимир Сергеевич Папков — за цикл работ «Мезоморфные элементоор-ганические полимеры»
- 2013 — Александр Борисович Зезин, Иван Михайлович Патисов и Валентина Борисовна Рогачева — за работу «Интерполимерные взаимодействия и интерполимерные комплексы»
- 2017 — Вадим Александрович Даванков и Мария Петровна Цюрупа — за работу «Сверхсшитые полимеры»
- 2020 — Валерий Григорьевич Куличихин и Александр Яковлевич Малкин — за цикл работ «Структурные и фазовые превращения при течении многокомпонентных полимерных систем»
- 2023 — члены-корреспонденты РАН Александр Никифорович Озёрин и Сергей Николаевич Чвалун — за цикл работ «Разработка структурно-физических подходов к созданию инновационных материалов конструкционного и функционального назначения на основе гибкоцепных полимеров»